# Чангі (аеропорт)
01°21′33″ пн. ш. 103°59′22″ сх. д. / 1.35917° пн. ш. 103.98944° сх. д.
Міжнародний аеропорт Чангі (IATA: SIN, ICAO: WSSS), (англ. Singapore Changi Airport; малай. Lapangan Terbang Changi Singapura; кит.: 新加坡 樟宜 机场, Xīnjiāpō Zhāngyí Jīchǎng; там. சிங்கப்பூர் சாங்கி விமானநிலையம) — провідний авіаційний хаб в Азії, зокрема в Південно-Східному регіоні та основний аеропорт Сінгапуру. Знаходиться в районі Чангі за 17,2 км від північно-східного комерційного центру та займає простір на 13 квадратних кілометрів.
Аеропорт експлуатується Civil Aviation Authority of Singapore (CAAS) та є базою сінгапурських Авіаліній, Singapore Airlines Cargo, SilkAir, Tiger Airways, Jetstar Asia Airways, Valuair, і Jett8 Airlines Cargo. Він також є хабом для Garuda Indonesia та вторинним хабом для Quantas, для якого Сінгапур є основним місцем зупинки на шляху з Австралії до Європи. За даними квітня 2008 року, за тиждень виконується близько 4 340 польотів 80 авіалініями в більш ніж 116 міст 59 країн світу. Аеропорт є важливим підприємством для економіки Сінгапуру (більш 4,5 мільярда сінгапурських доларів) та роботодавцем для 13 000 чоловік.
2007 року аеропорт прийняв 36,701,556 пасажирів, що на 4,8% більше, ніж 2006 року.
Це поставило його на 19 місце в списку аеропортів за кількістю обслуговуваних пасажирів. Також аеропорт є лідером за кількістю вантажу, який за даними 2007 року становив 1,89 мільйонів тонн..
9 січня 2008 року відкрився третій термінал, на будівництво якого було використано 1,75 мільярда сінгапурських доларів. Проведено оновлення терміналів 1 і 2. На оновлення терміналу 2 використано 240 мільйонів сінгапурських доларів. 2006 року на 45 мільйонів сінгапурських доларів було побудовано ще один — бюджетний термінал, який було зачинено у 2012 році. Згодом у 2017 році на базі бюджетного терміналу відкрито термінал 4.
Очікується, що термінал 5 запрацює до середини 2030-х років, щоб досягти очікуваного подвоєння обсягу пасажиропотоку. Очікується, що через нього проходитиме 50 мільйонів пасажирів на рік.  Планується, що структура терміналу аеропорту буде більшою за всі попередні термінали разом узяті.
З моменту відкриття у 1981 році аеропорт став одним із зразкових підприємств в авіаційній індустрії, отримавши у період з 1987 по жовтень 2023 року більше 666 нагород. 
У 2019 році аеропорт Чангі обслужив 68,3 мільйона пасажирів, що робить його 18-м за завантаженістю аеропортом у світі.

### Пасажирські Термінали
| Термінал   | Дата Відкриття    |
| ---------- | ----------------- |
| Термінал 1 | 1 липня 1981      |
| Термінал 2 | 22 листопада 1990 |
| Термінал 3 | 9 січня 2008      |
| Термінал 4 | 31 жовтня 2017    |

### Пасажирські Рейси
| Авіакомпанія                    | Пункт призначення |
| ------------------------------- | --- |
| Air Canada                      | Ванкувер (від 4 квітня 2024) |
| Air China                       | Пекін, Ченду, Чунцин, Шанхай |
| Air France                      | Париж |
| Air India                       | Бангалор, Ченнай, Делі, Мумбай |
| Air India Express               | Ченнай, Мадурай, Тіручирапаллі |
| Air New Zealand                 | Окленд |
| Air Niugini                     | Порт-Морсбі |
| Air Timor, виконується Druk Air | Ділі |
| AirAsia                         | Іпох, Кота-Кінабалу, Куала Лумпур, Кучинг, Лангкаві, Мірі, Пінанг, Сібу |
| Aircalin                        | Нумеа |
| All Nippon Airways              | Токіо |
| Asiana Airlines                 | Сеул |
| Bamboo Airways                  | Ханой, Хошимін |
| Bangkok Airways                 | Самуї |
| Batik Air                       | Денпасар, Макасар, Джакарта, Медан, Сурабая, Джок'якарта |
| Batik Air Malaysia              | Куала Лумпур |
| Biman Bangladesh Airlines       | Дакка |
| British Airways                 | Лондон, Сідней |
| Cambodia Airways                | Пномпень |
| Cathay Pacific                  | Гонконг |
| Cebu Pacific                    | Себу, Кларк, Маніла |
| China Airlines                  | Тайбей |
| China Eastern Airlines          | Пекін, Чанша, Хефей, Куньмін, Шанхай, Сіань, Яньтай |
| China Southern Airlines         | Гуанчжоу |
| Chongqing Airlines              | Чунцин |
| Citilink                        | Джакарта |
| Druk Air                        | Ґувахаті, Паро |
| Emirates                        | Дубай, Мельбурн |
| Ethiopian Airlines              | Аддис-Абеба, Куала Лумпур |
| Etihad Airways                  | Абу-Дабі |
| EVA Air                         | Тайбей |
| Fiji Airways                    | Нанді |
| Finnair                         | Гельсінкі |
| Firefly                         | Пінанг |
| Garuda Indonesia                | Денпасар, Джакарта, Сурабая |
| Gulf Air                        | Бахрейн, Бангкок |
| GX Airlines                     | Наньнін |
| Hainan Airlines                 | Хайкоу |
| Hebei Airlines                  | Ханчжоу |
| IndiGo                          | Бангалор, Бхубанешвар, Ченнай, Делі, Гайдарабад, Колката, Мумбай, Тіручирапаллі |
| Indonesia AirAsia               | Денпасар, Джакарта, Сурабая, Джок'якарта |
| Japan Airlines                  | Токіо |
| Jeju Air                        | Пусан |
| Jetstar                         | Мельбурн |
| Jetstar Asia                    | Денпасар, Бангкок, Хайкоу, Джакарта, Куала Лумпур, Маніла, Наха, Осака, Пінанг, Пномпень, Пхукет, Сурабая |
| Juneyao Airlines                | Шанхай |
| KLM                             | Амстердам, Денпасар, Джакарта |
| Korean Air                      | Сеул |
| Lufthansa                       | Франкфурт, Мюнхен |
| Malaysia Airlines               | Куала Лумпур, Кучинг |
| Myanmar Airways International   | Янгон |
| Myanmar National Airlines       | Янгон |
| Pacific Airlines                | Хошимін |
| Philippine Airlines             | Маніла |
| Qantas                          | Брисбен, Лондон, Мельбурн, Перт, Сідней |
| Qatar Airways                   | Доха |
| Royal Brunei Airlines           | Бандар-Сері-Бегаван |
| Saudia                          | Джидда |
| Scoot                           | Амритсар, Афіни, Балікпапан, Бангкок, Берлін, В'єнтьян, Вішакхапатнам, Кларк, Коїмбатур, Давао, Денпасар, Фучжоу, Гуанчжоу, Хайкоу, Ханчжоу, Хат Яй, Ханой, Хошимін, Гонконг, Гайдарабад, Іпох, Джакарта, Джидда, Джок'якарта, Кота-Кінабалу, Крабі, Куала Лумпур, Куантан, Кучинг, Лангкаві, Ломбок, Макао, Макасар, Манадо, Маніла, Мірі, Мельбурн, Наньчан, Нанкін, Наньнін, Нінбо, Осака, Пеканбару, Пінанг, Перт, Пхукет, Циндао, Себу, Сеул, Сіань, Шеньян, Сурабая, Сідней, Тайбей, Тіруванантапурам, Тяньцзінь, Тіручирапаллі, Токіо, Ухань, Чанша, Чеджу, Чіангмай, Чженчжоу, Цзінань Сезонні рейси - Саппоро                                                               |
| Shenzhen Airlines               | Шеньчжень |
| Sichuan Airlines                | Ченду |
| Singapore Airlines              | Аделаїда, Ахмадабад, Амстердам, Бандар-Сері-Бегаван, Бангалор, Бангкок, Барселона, Брисбен, Брюссель, Дакка, Дананг, Дарвін, Давао, Делі, Денпасар, Джакарта, Дубай, Гайдарабад, Гуанчжоу, Гонконг, Г'юстон, Йоганнесбург, Катманду, Кернс, Кейптаун, Колката, Коломбо, Копенгаген, Кочі, Крайстчерч, Куала Лумпур, Лондон, Лос-Анджелес, Мале, Маніла, Манчестер, Медан, Мельбурн, Мілан, Мумбай, Мюнхен, Нагоя, Ньюарк, Нью-Йорк, Окленд, Осака, Париж, Пінанг, Пекін, Перт, Пномпень, Пусан, Пхукет, Рим, Сан Франциско, Себу, Сеул, Сіетл, Сіємреап, Сідней, Стамбул, Сурабая, Тайбей, Токіо, Франкфурт, Фукуока, Ханой, Хошимін, Шанхай, Шеньчжень, Ченду, Ченнай, Цюрих, Янгон |
| Sky Angkor Airlines             | Пномпень |
| Spring Airlines                 | Шанхай |
| SriLankan Airlines              | Коломбо |
| Starlux Airlines                | Тайбей |
| Swiss International Air Lines   | Цюрих |
| Thai AirAsia                    | Бангкок, Пхукет, Чіангмай |
| Thai Airways International      | Бангкок |
| Thai Lion Air                   | Бангкок |
| Thai VietJet Air                | Бангкок |
| TUI Airways                     | Бірмінгем, Лондон, Манчестер |
| Turkish Airlines                | Стамбул |
| T'way Air                       | Сеул |
| United Airlines                 | Сан Франциско |
| US-Bangla Airlines              | Дакка |
| VietJet Air                     | Дананг, Ханой, Хошимін |
| Vietnam Airlines                | Ханой, Хошимін |
| Vistara                         | Делі, Мумбай, Пуне |
| XiamenAir                       | Сямень, Ханчжоу, Фучжоу |
| Zipair Tokyo                    | Токіо |

### Вантажні перевезення
| Авіакомпанія             | Пункт призначення |
| ------------------------ | --- |
| AeroLogic                | Бахрейн, Бангкок, Бангалор, Гонконг, Лейпциг/Галле, Франкфурт |
| Air Atlanta Icelandic    | Дубай, Гонконг, Йоганнесбург, Льєж, Найробі, Франкфурт, Сеул |
| Air Hong Kong            | Гонконг |
| Air Premia               | Сеул |
| ANA Cargo                | Токіо |
| Asia Cargo Airlines      | Бангкок, Бейрут, Ділі, Джакарта, Куала Лумпур, Макао, Маніла, Ханой, Хошимін, Цюрих |
| Asiana Cargo             | Сеул, Ханой, Хошимін |
| Atlas Air                | Сеул, Токіо |
| Cargolux                 | Анкоридж, Бангкок, Дубай, Ер-Ріяд, Гонконг, Куала Лумпур, Лос-Анджелес, Люксембург, Тайбей, Чикаго, Чженчжоу |
| Cathay Cargo             | Гонконг, Пінанг, Пномпень, Ханой |
| China Airlines Cargo     | Бангкок, Маніла, Пінанг, Тайбей |
| China Cargo Airlines     | Бангкок, Шанхай |
| DHL Aviation             | Дарвін |
| Emirates SkyCargo        | Дубай, Гонконг, Мельбурн, Сідней |
| EVA Air Cargo            | Бангкок, Пінанг, Тайбей |
| FedEx Express            | Анкоридж, Бангкок, Кларк, Гонконг, Гуанчжоу, Гонолулу, Дубай, Джакарта, Індіанаполіс, Мемфіс, Осака, Париж, Пінанг, Сідней, Тайбей, Токіо, Хошимін                                                                             |
| Hong Kong Air Cargo      | Гонконг |
| Kalitta Air              | Бахрейн, Гонконг, Лос-Анджелес, Мельбурн, Нагоя, Сідней, Цинциннаті |
| K-Mile Air               | Бангкок, Джакарта |
| Korean Air Cargo         | Куала Лумпур, Маніла, Сеул |
| My Indo Airlines         | Балікпапан, Бандар-Сері-Бегаван, Джакарта, Куала Лумпур, Семаранг, Сурабая, Хайкоу, Хошимін, Шеньчжень |
| MY Jet Xpress Airlines   | Куала Лумпур, Пінанг |
| Nippon Cargo Airlines    | Бангкок, Гонконг, Токіо |
| Polar Air Cargo          | Анкоридж, Гонконг, Нагоя, Сеул, Тайбей, Токіо, Цинциннаті |
| Qatar Airways Cargo      | Доха, Гонконг, Макао, Мельбурн, Нагоя, Осака, Хошимін |
| Raya Airways             | Куала Лумпур |
| SF Airlines              | Ханчжоу, Шеньчжень |
| Silk Way West Airlines   | Баку, Каїр, Порт-Морсбі |
| Singapore Airlines Cargo | Амстердам, Анкоридж, Бангалор, Брюссель, Даллас — Форт-Верт, Гонконг, Гуанчжоу, Йоганнесбург, Лондон, Лос-Анджелес, Мельбурн, Мумбай, Найробі, Окленд, Пекін, Сідней, Тайбей, Ченду, Ченнай, Чунцін, Шанхай, Шарджа, Шеньчжень |
| Suparna Airlines         | Тяньцзінь, Шанхай |
| Tasman Cargo Airlines    | Мельбурн |
| Tianjin Air Cargo        | Наньнін, Санья |
| Turkish Cargo            | Стамбул |
| UPS Airlines             | Анкоридж, Гонконг, Луїсвілл, Пінанг, Сеул, Сідней, Шеньчжень, Ханой |
| YTO Cargo Airlines       | Ханчжоу, Хуайань |